# Álex Alegría
Alexander 'Álex' Alegría Moreno (Plasensia, 10 de outubro de 1992) é um futebolista profissional espanhol que atua como atacante.

## Carreira
Álex Alegría começou a carreira no CP Cacereño.